# Craterocephalus fluviatilis
Craterocephalus fluviatilis és una espècie de peix pertanyent a la família dels aterínids.

## Descripció
- Pot arribar a fer 7 cm de llargària màxima.[3][4]

## Alimentació
És omnívor: menja algues, insectes i crustacis diminuts.

## Hàbitat
És un peix d'aigua dolça, bentopelàgic i de clima temperat, el qual viu sovint al voltant de les plantes aquàtiques dels llacs.

## Distribució geogràfica
Es troba a Oceania: Austràlia.

## Observacions
És inofensiu per als humans.